# Lycodon chrysoprateros
Lycodon chrysoprateros är en ormart som beskrevs av Ota och Ross 1994. Lycodon chrysoprateros ingår i släktet Lycodon och familjen snokar. Inga underarter finns listade i Catalogue of Life.
Denna orm förekommer på några öar i norra Filippinerna i provinsen Cagayan norr om Luzon. Exemplar hittades vid skogskanten. Fram till 2007 var endast tre exemplar kända. Honor lägger antagligen ägg.
Landskapets omvandling till betesmarker hotar beståndet. IUCN kategoriserar arten globalt som akut hotad.